# Mistrzostwa Europy w Lekkoatletyce 1966 – bieg na 1500 m mężczyzn

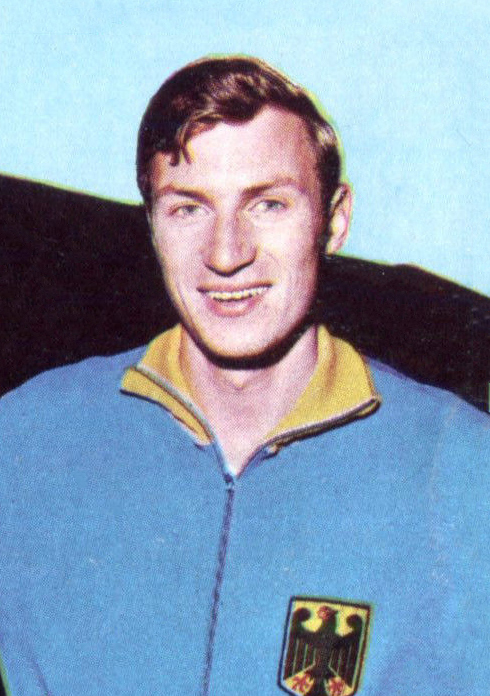
Bodo Tümmler

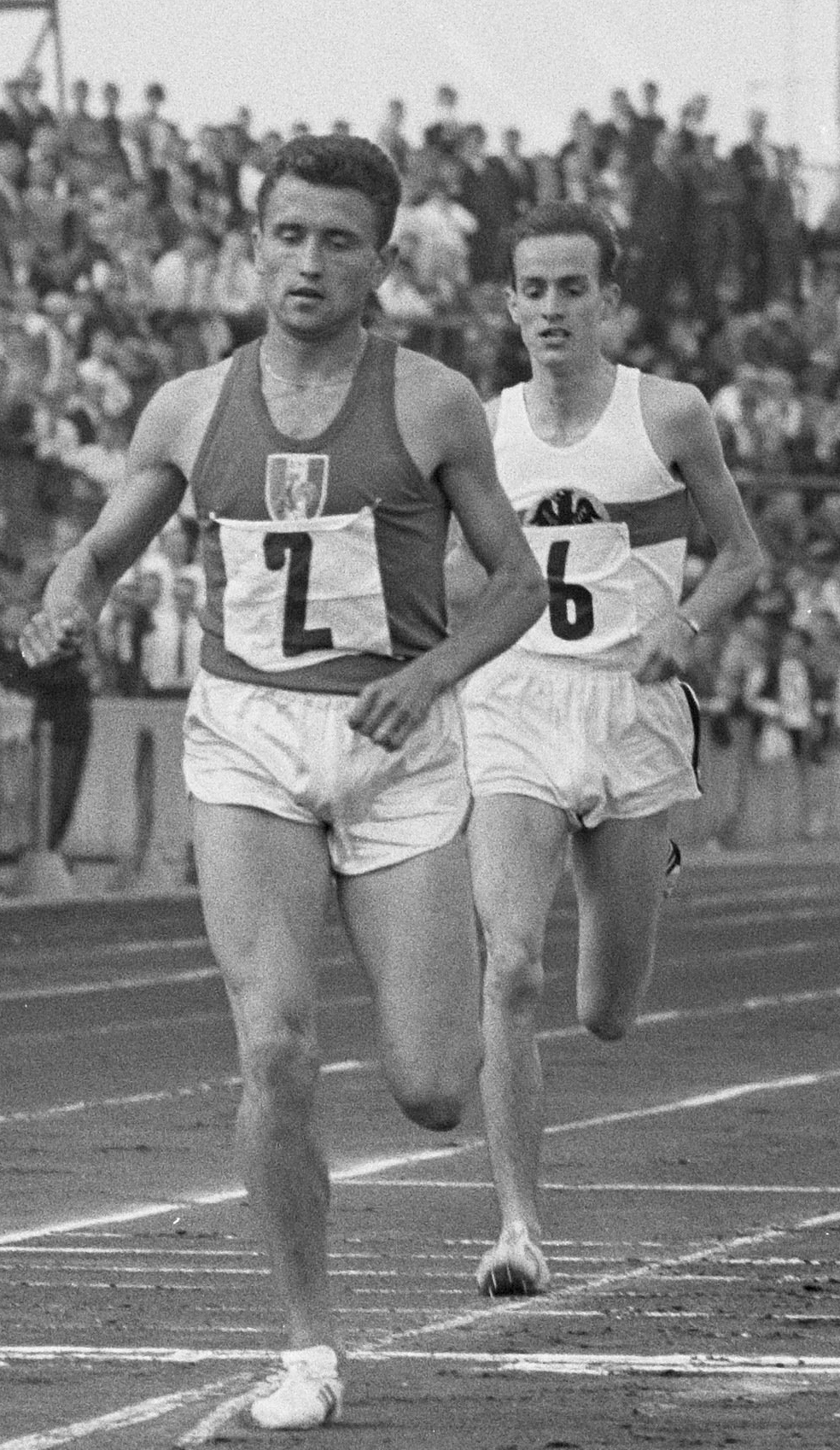
Michel Jazy (z lewej)

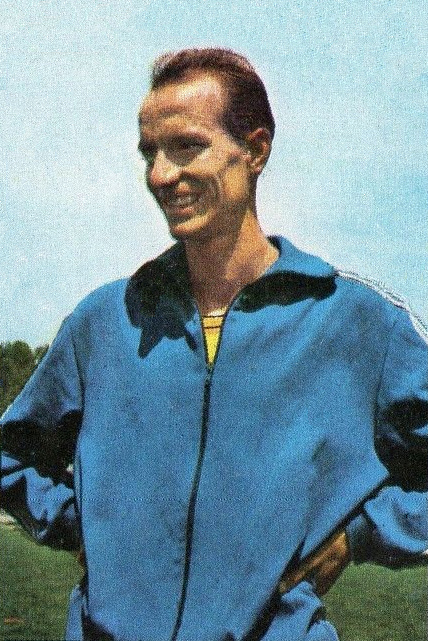
Harald Norpoth

Bieg na dystansie 1500 metrów mężczyzn był jedną z konkurencji rozgrywanych podczas VIII Mistrzostw Europy w Budapeszcie. Biegi eliminacyjne zostały rozegrane 30 sierpnia, a bieg finałowy 1 września 1966 roku. Zwycięzcą tej konkurencji został reprezentant RFN Bodo Tümmler, który na tych mistrzostwach zdobył również brązowy medal w biegu na 800 metrów. W rywalizacji wzięło udział trzydziestu dwóch zawodników z dwudziestu reprezentacji.

## Rekordy
| Rekord świata     | Herb Elliott (AUS)    | 3:35,6 | Rzym, Włochy       | 06.09.1960 |
| Rekord Europy     | Michel Jazy (FRA)     | 3:36,3 | Sochaux, Francja   | 25.06.1966 |
| Rekord mistrzostw | Olavi Vuorisalo (FIN) | 3:40,8 | Sztokholm, Szwecja | 22.08.1958 |

## Wyniki

### Eliminacje
Bieg 1
| Miejsce | Zawodnik          | Czas   | Uwagi |
| ------- | ----------------- | ------ | ----- |
| 1       | Harald Norpoth    | 3:44,9 | Q     |
| 2       | Michel Jazy       | 3:45,1 | Q     |
| 3       | Walter Wilkinson  | 3:45,4 | Q     |
| 4       | Stanislav Hoffman | 3:45,4 | Q     |
| 5       | Arne Kvalheim     | 3:45,7 |       |
| 6       | Oleg Rajko        | 3:46,7 |       |
| 7       | Roland Brehmer    | 3:49,0 |       |
| 8       | Henk Snepvangers  | 3:51,5 |       |
| 9       | Frank Murphy      | 3:52,4 |       |
| 10      | Gani Alia         | 3:57,2 |       |

Bieg 2
| Miejsce | Zawodnik            | Czas   | Uwagi |
| ------- | ------------------- | ------ | ----- |
| 1       | André Dehertoghe    | 3:40,7 | Q CR  |
| 2       | Bodo Tümmler        | 3:41,1 | Q     |
| 3       | Jürgen May          | 3:41,2 | Q     |
| 4       | Claude Nicolas      | 3:41,2 | Q     |
| 5       | Josef Odložil       | 3:42,1 |       |
| 6       | Mart Vilt           | 3:42,7 |       |
| 7       | Roman Tkaczyk       | 3:45,1 |       |
| 8       | Simo Važić          | 3:45,6 |       |
| 9       | Preben Glue         | 3:45,9 |       |
| 10      | Gergely Szentiványi | 3:47,2 |       |

Bieg 3
| Miejsce | Zawodnik                   | Czas   | Uwagi |
| ------- | -------------------------- | ------ | ----- |
| 1       | Jean Wadoux                | 3:45,3 | Q     |
| 2       | Alan Simpson               | 3:45,5 | Q     |
| 3       | Eugène Allonsius           | 3:45,6 | Q     |
| 4       | Henryk Szordykowski        | 3:45,7 | Q     |
| 5       | Anders Gärderud            | 3:45,8 |       |
| 6       | Hans-Rudolf Knill          | 3:46,3 |       |
| 7       | Francesco Arese            | 3:46,3 |       |
| 8       | Stig Rekdal                | 3:46,3 |       |
| 9       | Wolf-Jochen Schulte-Hillen | 3:46,5 |       |
| 10      | Michaił Żełobowski         | 3:48,4 |       |
| 11      | Manuel de Oliveira         | 3:48,9 |       |
| 12      | Muharrem Dalkılıç          | 3:56,4 |       |

### Finał
| Miejsce | Zawodnik            | Czas   |
| ------- | ------------------- | ------ |
| 1       | Bodo Tümmler        | 3:41,9 |
| 2       | Michel Jazy         | 3:42,2 |
| 3       | Harald Norpoth      | 3:42,4 |
| 4       | Alan Simpson        | 3:43,8 |
| 5       | Jürgen May          | 3:44,1 |
| 6       | André Dehertoghe    | 3:44,3 |
| 7       | Jean Wadoux         | 3:44,5 |
| 8       | Henryk Szordykowski | 3:45,8 |
| 9       | Eugène Allonsius    | 3:46,2 |
| 10      | Stanislav Hoffman   | 3:46,5 |
| 11      | Walter Wilkinson    | 3:46,9 |
| 12      | Claude Nicolas      | 3:48,1 |